# Нью-Гартфорд (Айова)
Нью-Гартфорд (англ. New Hartford) — місто (англ. city) в США, в окрузі Батлер штату Айова. Населення — 570 осіб (2020).

## Географія
Нью-Гартфорд розташований за координатами 42°34′0″ пн. ш. 92°37′24″ зх. д. / 42.56667° пн. ш. 92.62333° зх. д. (42.566573, -92.623215).  За даними Бюро перепису населення США в 2010 році місто мало площу 1,29 км², уся площа — суходіл.

## Демографія
Згідно з переписом 2010 року, у місті мешкало 516 осіб у 215 домогосподарствах у складі 147 родин. Густота населення становила 400 осіб/км².  Було 234 помешкання (181/км²).
Расовий склад населення:
| - 98,1 % — білих - 0,4 % — корінних американців - 0,2 % — азіатів |

До двох чи більше рас належало 1,0 %. Частка іспаномовних становила 1,6 % від усіх жителів.
За віковим діапазоном населення розподілялося таким чином: 25,0 % — особи молодші 18 років, 62,0 % — особи у віці 18—64 років, 13,0 % — особи у віці 65 років та старші. Медіана віку мешканця становила 38,3 року. На 100 осіб жіночої статі у місті припадало 104,0 чоловіків;  на 100 жінок у віці від 18 років та старших — 98,5 чоловіків також старших 18 років.
Середній дохід на одне домашнє господарство  становив 50 705 доларів США (медіана — 47 065), а середній дохід на одну сім'ю — 58 855 доларів (медіана — 57 031). Медіана доходів становила 45 000 доларів для чоловіків та 31 111 долар для жінок. За межею бідності перебувало 8,0 % осіб, у тому числі 12,5 % дітей у віці до 18 років та 0,0 % осіб у віці 65 років та старших.
Цивільне працевлаштоване населення становило 283 особи. Основні галузі зайнятості: виробництво — 21,6 %, роздрібна торгівля — 19,1 %, освіта, охорона здоров'я та соціальна допомога — 15,9 %.